# Frank Wohlgemuth
Frank Günter Herbert Wohlgemuth (* 11. Oktober 1962 in Bergen auf Rügen; † 25. April 2019 in Eberswalde) war ein deutscher Ringer der Deutschen Demokratischen Republik (DDR) im griechisch-römischen Stil. Er war mehrfacher DDR-Meister und Fünfter in der Europameisterschaft 1984.

## Werdegang
Frank Wohlgemuth besuchte zunächst die Karl-Liebknecht-Oberschule von 1969 bis 1973 und setzte seine schulische Laufbahn an der Hermann-Matern-Oberschule bis 1976 fort. In den Jahren lebte er mit seinen Eltern, Günter und Helga Wohlgemuth, in Stralsund und wurde am 1. Juni 1973 Mitglied des Deutschen Turn- und Sportbunds, um im selben Monat der Sportgemeinschaft Motor Stralsund in der Sektion Ringen beizutreten. Im September 1976 wechselte Frank Wohlgemuth zur Kinder- und Jugendsportschule in Frankfurt (Oder) und trat dem ASK Vorwärts Frankfurt/O. bei, wodurch seine vielversprechende Laufbahn als Ringer begann.
Bereits in jungen Jahren entwickelte sich Frank Wohlgemuth zu einem talentierten Ringer im griechisch-römischen Stil. Er nahm mehrmals an DDR-Meisterschaften in der Gewichtsklasse Fliegengewicht teil und gewann sie sogar 1977 in Gelenau. Neben seinen Teilnahmen an den DDR-Meisterschaften war er auch mehrmals bei den DDR-Spartakiade dabei und gewann diese ebenfalls im Jahr 1977 in Leipzig.
Nach seinem zweiten Platz bei der DDR-Meisterschaft 1980 in Jena wurde Frank Wohlgemuth für zwei Jahre zum Wehrdienst einberufen. Während dieser Zeit nahm er an keinen Turnieren im Ringen teil. Nach seinem Wehrdienst kehrte er zum Sport zurück und erreichte in der DDR-Meisterschaft 1982 im Bantamgewicht in Luckenwalde den dritten Platz. Danach rang Frank Wohlgemuth ausschließlich in dieser Gewichtsklasse.

Frank Wohlgemuth bei der Junioren-Europameisterschaft 1982 in Leipzig

Die erfolgreichsten Jahre von Frank Wohlgemuth als Ringer waren von 1983 bis 1986. In dieser Zeit wurde er dreimal DDR-Meister und qualifizierte sich auch für die Europameisterschaft in Jönköping, wo er den fünften Platz erzielte. 1986 beendet er seine aktive Karriere als Ringer für die DDR.
Am 25. April 2019 verstarb Frank Wohlgemuth an den Folgen seiner Krebserkrankung im Werner Forßmann Klinikum Eberswalde.

## Sportliche Erfolge
| Turnier             | Jahr | Gewichtsklasse             | Stil                      | Platzierung | Ort              | Sportverein                     |
| ------------------- | ---- | -------------------------- | ------------------------- | ----------- | ---------------- | ------------------------------- |
| DDR-Spartakiade     | 1975 | 30 kg                      | Griechisch-römischer Stil | 10          | Berlin           | Motor Stralsund                 |
| DDR-Meisterschaften | 1976 | 36 kg                      | Griechisch-römischer Stil | 2           | Grimmen          | Motor Stralsund                 |
| DDR-Meisterschaften | 1977 | 44 kg                      | Griechisch-römischer Stil | 1           | Gelenau          | ASK Vorwärts Frankfurt/O.       |
| DDR-Meisterschaften | 1977 | 48 kg                      | Griechisch-römischer Stil | 3           | Leipzig          | ASK Vorwärts Frankfurt/O.       |
| DDR-Spartakiade     | 1977 | 48 kg                      | Griechisch-römischer Stil | 1           | Leipzig          | ASK Vorwärts Frankfurt/O.       |
| DDR-Meisterschaften | 1978 | Fliegengewicht (bis 52 kg) | Griechisch-römischer Stil | 1           | Luckenwalde      | ASK Vorwärts Frankfurt/O.       |
| DDR-Meisterschaften | 1978 | Fliegengewicht (bis 52 kg) | Griechisch-römischer Stil | 5           | Limbach          | ASK Vorwärts Frankfurt/O.       |
| DDR-Meisterschaften | 1979 | Fliegengewicht (bis 52 kg) | Griechisch-römischer Stil | 3           | Suhl             | ASK Vorwärts Frankfurt/O.       |
| DDR-Spartakiade     | 1979 | Fliegengewicht (bis 52 kg) | Griechisch-römischer Stil | 2           | Berlin           | ASK Vorwärts Frankfurt/O.       |
| DDR-Meisterschaften | 1980 | Fliegengewicht (bis 52 kg) | Griechisch-römischer Stil | 2           | Jena             | ASK Vorwärts Frankfurt/O.       |
| DDR-Meisterschaften | 1982 | Bantamgewicht (bis 57 kg)  | Griechisch-römischer Stil | 3           | Luckenwalde      | ASK Vorwärts Frankfurt/O.       |
| DDR-Meisterschaften | 1983 | Bantamgewicht (bis 57 kg)  | Griechisch-römischer Stil | 1           | Frankfurt (Oder) | ASK Vorwärts Frankfurt/O.       |
| DDR-Meisterschaften | 1984 | Bantamgewicht (bis 57 kg)  | Griechisch-römischer Stil | 1           | Luckenwalde      | ASK Vorwärts Frankfurt/O.       |
| Europameisterschaft | 1984 | Bantamgewicht (bis 57 kg)  | Griechisch-römischer Stil | 5           | Jönköping        | Deutsche Demokratische Republik |
| DDR-Meisterschaften | 1985 | Bantamgewicht (bis 57 kg)  | Griechisch-römischer Stil | 3           | Leipzig          | ASK Vorwärts Frankfurt/O.       |
| DDR-Meisterschaften | 1986 | Bantamgewicht (bis 57 kg)  | Griechisch-römischer Stil | 1           | Frankfurt (Oder) | ASK Vorwärts Frankfurt/O.       |